# 康塔爾芝士
康塔爾芝士（Cantal cheese）產自法國的康塔尔省。康塔爾芝士外層有著一層灰褐色的外殼，乾燥而呈粉狀隨成熟時間延長而變深色，芝士肉呈淡黃色，質地緊密平滑，有著牛奶及堅果的香味。